# Kick in the Teeth
Kick in the Teeth è una canzone dei Papa Roach, estratta dal loro album Time for Annihilation del 2009.

## Risultati in classifica
| Classifica (2009)                       | Posizione |
| --------------------------------------- | --------- |
| US Billboard Hot 100                    | 81        |
| US Billboard Alternative Songs          | 3         |
| US Billboard Hot Mainstream Rock Tracks | 1         |
| US Billboard Rock Songs                 | 5         |
| US Billboard Adult Top 40               | 33        |
| Billboard Canadian Hot 100              | 95        |